# Partito Laburista della Nuova Zelanda
Il Partito Laburista della Nuova Zelanda (in inglese New Zealand Labour Party; in maori Rōpū Reipa o Aotearoa) è un partito politico socialdemocratico neozelandese.

## Ideologia
È descritto come un partito di centro-sinistra, socialdemocratico e progressista. Fondato nel 1916, è il più antico partito politico neozelandese tuttora esistente ed è una delle due principali forze politiche del Paese insieme al Partito Nazionale.

## Storia
Da agosto 2017 il leader del partito era Jacinda Ardern e il suo vice è Kelvin Davis. Nel settembre successivo i laburisti hanno vinto le elezioni, tornando al governo dopo nove anni di opposizione. Ardern dà le dimissioni e il Caucus elegge Chris Hipkins come leader il 22 gennaio 2023.

## Leader
Legenda
- Partito Laburista
- Partito della Riforma
- Partito Unito
- Partito Nazionale
- PM: Primo ministro
- LO: Leader dell'Opposizione
- †: Deceduto durante il mandato

| N° | Leader                | Immagine           | Durata del mandato | Durata del mandato | Posizione    | Primo ministro | Primo ministro |
| 1  | Harry Holland         |                    | 1919               | 8 ottobre 1933†    | —            |                | Massey         |
| 1  | Harry Holland         | Bell               | 1919               | 8 ottobre 1933†    | —            |                |                |
| 1  | Harry Holland         | LO 1926–1928       | 1919               | 8 ottobre 1933†    |              | Coates         |                |
| 1  | Harry Holland         | —                  | 1919               | 8 ottobre 1933†    |              | Ward           |                |
| 1  | Harry Holland         | LO 1933            | 1919               | 8 ottobre 1933†    |              | Forbes         |                |
| 2  | Michael Joseph Savage |                    | 12 ottobre 1933    | 27 marzo 1940†     | LO 1933–1935 | Forbes         |                |
| 2  | Michael Joseph Savage | PM 1935–1940       | 12 ottobre 1933    | 27 marzo 1940†     |              | Savage         |                |
| 3  | Peter Fraser          |                    | 1º aprile 1940     | 12 dicembre 1950†  | PM 1940–1949 |                | Fraser         |
| 3  | Peter Fraser          | LO 1949–1950       | 1º aprile 1940     | 12 dicembre 1950†  |              | Holland        |                |
| 4  | Walter Nash           |                    | dicembre 1950      | 31 marzo 1963      | LO 1951–1957 | Holland        |                |
| 4  | Walter Nash           | Holyoake           | dicembre 1950      | 31 marzo 1963      | LO 1951–1957 |                |                |
| 4  | Walter Nash           | PM 1957–1960       | dicembre 1950      | 31 marzo 1963      |              | Nash           |                |
| 4  | Walter Nash           | LO 1960–1963       | dicembre 1950      | 31 marzo 1963      |              | Holyoake       |                |
| 5  | Arnold Nordmeyer      |                    | 1º aprile 1963     | 16 dicembre 1965   | LO 1963–1965 | Holyoake       |                |
| 6  | Norman Kirk           |                    | 16 dicembre 1965   | 31 agosto 1974†    | LO 1965–1972 | Holyoake       |                |
| 6  | Norman Kirk           | Marshall           | 16 dicembre 1965   | 31 agosto 1974†    | LO 1965–1972 |                |                |
| 6  | Norman Kirk           | PM 1972–1974       | 16 dicembre 1965   | 31 agosto 1974†    |              | Kirk           |                |
| 7  | Bill Rowling          |                    | 6 settembre 1974   | 3 febbraio 1983    | PM 1974–1975 |                | Rowling        |
| 7  | Bill Rowling          | LO 1975–1983       | 6 settembre 1974   | 3 febbraio 1983    |              | Muldoon        |                |
| 8  | David Lange           |                    | 3 febbraio 1983    | 8 agosto 1989      | LO 1983–1984 | Muldoon        |                |
| 8  | David Lange           | PM 1984–1989       | 3 febbraio 1983    | 8 agosto 1989      |              | Lange          |                |
| 9  | Geoffrey Palmer       |                    | 8 agosto 1989      | 4 settembre 1990   | PM 1989–1990 |                | Palmer         |
| 10 | Mike Moore            |                    | 4 settembre 1990   | 1º dicembre 1993   | PM 1990      |                | Moore          |
| 10 | Mike Moore            | LO 1990–1993       | 4 settembre 1990   | 1º dicembre 1993   |              | Bolger         |                |
| 11 | Helen Clark           |                    | 1º dicembre 1993   | 19 novembre 2008   | LO 1993–1999 | Bolger         |                |
| 11 | Helen Clark           | Shipley            | 1º dicembre 1993   | 19 novembre 2008   | LO 1993–1999 |                |                |
| 11 | Helen Clark           | PM 1999–2008       | 1º dicembre 1993   | 19 novembre 2008   |              | Clark          |                |
| 12 | Phil Goff             |                    | 19 novembre 2008   | 13 dicembre 2011   | LO 2008–2011 |                | Key            |
| 13 | David Shearer         |                    | 13 dicembre 2011   | 15 settembre 2013  | LO 2011–2013 |                | Key            |
| 14 | David Cunliffe        |                    | 15 settembre 2013  | 18 novembre 2014   | LO 2013–2014 |                | Key            |
| 15 | Andrew Little         |                    | 18 novembre 2014   | 1 agosto 2017      | LO 2014–2017 |                | Key            |
| 16 | Jacinda Ardern        | Ardern Cropped.png | 1 agosto 2017      | 22 gennaio 2023    | PM 2017–2023 |                | Ardern         |
| 17 | Chris Hipkins         |                    | 22 gennaio 2023    | in carica          | PM 2023–     |                | Hipkins        |

## Risultati elettorali
| Elezioni | Voti      | %     | Seggi    | Governo/Opposizione  |
| 1919     | 131.402   | 24,2  | 8 / 80   | Opposizione          |
| 1922     | 150.448   | 23,7  | 17 / 80  | Opposizione          |
| 1925     | 184.650   | 27,2  | 12 / 80  | Opposizione          |
| 1928     | 198.092   | 26,19 | 19 / 80  | Opposizione          |
| 1931     | 244.881   | 34,27 | 24 / 80  | Opposizione          |
| 1935     | 434.368   | 46,17 | 53 / 80  | Governo              |
| 1938     | 528.290   | 55,82 | 53 / 80  | Governo              |
| 1943     | 522.189   | 47,6  | 45 / 80  | Governo              |
| 1946     | 536.994   | 51,28 | 42 / 80  | Governo              |
| 1949     | 506.073   | 47,16 | 34 / 80  | Opposizione          |
| 1951     | 473.146   | 42,7  | 30 / 80  | Opposizione          |
| 1954     | 481.631   | 44,25 | 35 / 80  | Opposizione          |
| 1957     | 531.740   | 52,45 | 41 / 80  | Governo              |
| 1960     | 420.084   | 41,82 | 34 / 80  | Opposizione          |
| 1963     | 383.205   | 38,71 | 35 / 80  | Opposizione          |
| 1966     | 382.756   | 38,53 | 35 / 80  | Opposizione          |
| 1969     | 464.346   | 43,16 | 39 / 84  | Opposizione          |
| 1972     | 677.669   | 48,37 | 55 / 87  | Governo              |
| 1975     | 634.453   | 39,56 | 32 / 87  | Opposizione          |
| 1978     | 691.076   | 40,41 | 40 / 92  | Opposizione          |
| 1981     | 702.630   | 39,01 | 43 / 91  | Opposizione          |
| 1984     | 829.154   | 42,98 | 56 / 95  | Governo              |
| 1987     | 878.448   | 47,96 | 57 / 97  | Governo              |
| 1990     | 640.915   | 35,14 | 29 / 97  | Opposizione          |
| 1993     | 666.759   | 34,68 | 45 / 99  | Opposizione          |
| 1996     | 584.159   | 28,19 | 37 / 120 | Opposizione          |
| 1999     | 800.199   | 38,74 | 49 / 120 | Governo (coalizione) |
| 2002     | 838.219   | 41,26 | 52 / 120 | Governo (coalizione) |
| 2005     | 935.319   | 41,10 | 50 / 121 | Governo (coalizione) |
| 2008     | 796.880   | 33,99 | 43 / 122 | Opposizione          |
| 2011     | 614.936   | 27,48 | 34 / 121 | Opposizione          |
| 2014     | 604 534   | 25,13 | 32 / 121 | Opposizione          |
| 2017     | 956 184   | 36,89 | 46 / 120 | Governo (coalizione) |
| 2020     | 1.171.544 | 49,15 | 64 / 120 | Governo              |
| 2023     | 811.707   | 29,07 | 34 / 122 | Opposizione          |